# خويضرة زائفة بيجرينكية
الخويضرة الزائفة البيجرينكية (الاسم العلمي:Parachlorella beijerinckii) هي نوع من النباتية تتبع جنس الخويضرة الزائفة من فصيلة الخويضرات.